# Maria Barbal
Œuvres principales
- Pedra de tartera (ca)
- Camins de quietud
- País íntim
- Mel i metzines (ca)
- En la pell de l'altre

Maria Barbal i Farré, née le 17 septembre 1949 à Tremp, est une écrivaine de langue catalane de renommée internationale. Elle se consacre principalement au roman, mais on lui doit aussi des nouvelles, des pièces de théâtre, des œuvres destinées à la jeunesse, de la non-fiction, des essais et une étroite collaboration avec la presse. Ses œuvres les plus connues sont Pedra de tartera (« Pierre d'éboulis », 1985 ; « Celle qui se taisait », édition révisée de 2015) et le cycle du Pallars, Camins de quietud (« Chemins de quiétude », 2001), País íntim (« Pays intime », 2005), En la pell de l'altre (« Dans la peau de l'autre », 2014) et Tàndem (2021).
La biographie de l'AELC (Associació d’Escriptors en Llengua Catalana) relève ses thèmes de prédilection : « maturité personnelle acquise au travers de lˈexpérience du changement et des migrations (campagne-ville), complexité des rapports humains (dans le couple, entre parents et enfants, amitié) et modulations des sentiments ».
Elle s'est vu décerner la Creu de Sant Jordi en 2001.

## Débuts et études
Maria Barbal est née dans la petite ville de Tremp (comarque de Pallars Jussà) et passe ses étés dans un environnement paysan, chez sa grand-mère au  Vall d'Àssua (ca), vallée du Pallars Sobirà, dans les Pyrénées. Elle fréquente de 3 à 14 ans, dans sa ville natale, l'école María Inmaculada, dirigée par des sœurs clarétaines.
Elle part pour Barcelone en 1964, âgée de 14 ans, pour poursuivre sa scolarité, un changement qu'elle vivra comme une sorte de « migration culturelle ». C'est encore là qu'elle fera ses études de philologie romane-hispanique pour obtenir sa licence en 1971 et elle finira par s'y installer, en tant que professeur d'enseignement secondaire.
Elle fait ses études exclusivement en espagnol, elle n'avait d’ailleurs pas le choix, vu les temps qui couraient. Elle apprendra par la suite à écrire le catalan de façon autodidacte.

## Œuvre et carrière
Bien qu'elle vive à Barcelone depuis 1964, ses premières œuvres se déroulent dans le territoire du Pallars, où elle a passé son enfance et son adolescence dans un environnement rural, considéré néanmoins sous une perspective critique. Son premier roman, Pedra de tartera (« Pierre d'éboulis », 1985), qui s'inscrit en plein dans ce monde rural, vu par une femme, est très bien accueilli par le public et remporte le prix Joaquim Ruyra de littérature pour la jeunesse (ca) (1984) et le prix Joan Crexells (ca) (1985).
Pedra de tartera (ca) (1985) et les romans suivants Mel i metzines (ca) (« Miel et venins » 1990) et Càmfora (« Camphre », 1992, prix de la Crítica 1992, Crítica Serra d'Or 1993 et Nacional de literatura 1993), ainsi que le recueil de nouvelles La mort de Teresa (1986), forment le Cicle del Pallars, où sont décrits le cycle annuel des saisons, la dureté de la vie des paysans, le patriarcat, la crise de la société montagnarde traditionnelle et les bouleversements économiques induisant l'exode rural et le dépeuplement, sur fond de déracinement et de souvenirs de la Guerre civile et de la répression franquiste. On peut aussi ajouter à ces œuvres les romans País íntim (« Pays intime », 2005, prix Prudenci Bertrana), qui revient sur le cycle, et A l'amic escocès (« À l'ami écossais », 2019), qui semble devoir le conclure.
À partir de 1999, son œuvre commence à s'ouvrir à des paysages plus urbains, abordant des thèmes comme l'émigration, dans Carrer Bolívia (1999, prix de fiction Cavall Verd-Blai Bonet 2020), la beauté et la laideur, la maladie et la mort, la jeunesse et la vieillesse ou le temps qui passe, dans Bella edat (« Bel âge », 2003) et Emma (2008), par exemple. Emma développe une histoire autour d'un fait réel, l'immolation d'une indigente à un distributeur de billets de banque. Dans le roman En la pell de l'altre (« Dans la peau de l’autre », 2014), qui se déroule dans un quartier ouvrier, elle nous parle du mensonge et ébauche comme toile de fond tout un réseau de relations dans le contexte politique et social des années 1980 et 90, évoquant l'assassinat de la journaliste Anna Politkovskaïa. Son dernier roman, Tàndem (prix Josep Pla 2021), dont l'action se situe dans le quartier de Sants, a pour thème le bonheur et la capacité des protagonistes à profiter du jour présent.
Elle est aussi l'auteure de contes comme La mort de Teresa (1986), Pampallugues (« Clignements », 1991, pour un public jeune et adulte), Ulleres de sol (« Lunettes de soleil », 1994), Bari (1998), La pressa del temps (« Le temps qui presse », 2010) o Cada dia penso en tu (« Tous les jours je pense à toi », 2011), de nouvelles comme Escrivia cartes al cel (« Il écrivait des lettres au ciel », 1996), deux romans pour enfants, Des de la gàbia (« Depuis la cage », 1992) et Espaguetti Miu (1995), une pièce de théâtre, L'helicòpter (2000), et des écrits de non-fiction. Elle a collaboré avec divers périodiques, notamment de façon régulière avec Avui (1993), El País (1996), Público (2010-11), et Ara (2011). Elle a également publié des articles et des contes dans des revues parmi lesquelles Serra d'Or et Els Marges.
En 2001, elle révèle son projet personnel de réflexion sous forme de 53 écrits de non-fiction en prose dédiés au patrimoine : Camins de quietud. Un recorregut literari per pobles abandonats del Pirineu (« Chemins de quiétude. Un parcours littéraire des villages abandonnés des Pyrénées »).
En 2008 est inaugurée à Tremp, sa ville natale, la Biblioteca Pública Maria Barbal. En 2022, Òmnium Cultural organise l'exposition itinérante "Maria Barbal, de Tremp al Món" (« Maria Barbal, de Tremp au Monde »).

### Ouvrages traduits
Les œuvres de Maria Barbal ont été traduites entre autres en allemand, aranais (occitan), asturien, espagnol, français, hébreu, hongrois, italien, néerlandais, portugais, roumain, serbe, slovène, suédois et turc. La plus traduite est Pedra de tartera, mais on compte aussi des traductions d'autres romans comme Mel i metzines, Càmfora, Emma, Bella Edat, País íntim, Carrer Bolívia et Tàndem. Jusqu'en 2021, l'espagnol est la langue dans laquelle son œuvre a été le plus traduite, suivi de l'allemand. À ce jour (novembre 2022), seul le roman Pedra de tartera a été traduit en français.